# Confederação Brasileira de Kung Fu/Wushu
A Confederação Brasileira de Kung Fu/Wushu é uma entidade oficial que regulamenta o kung fu Tradicional no Brasil.
Fundada em 1992, a CBKW é membro fundador da IWUF (International Wushu Federation ) sendo também membro fundador da Panamerican Wushu Federation e da Federacion Sudamericana de Wushu estando vinculada ao COB (Comitê Olímpico Brasileiro).